# スウェーデン人民党 (フィンランド)
スウェーデン人民党（スウェーデンじんみんとう、英語：Swedish Peoples' Party、スウェーデン語：Svenska folkpartiet、フィンランド語：Ruotsalainen kansanpuolue）は、スウェーデン系フィンランド人を支持基盤とするフィンランドの政党。自由主義インターナショナル及び欧州自由民主改革党に加盟。現在の党首はアンナ＝マヤ・ヘンリクソン。

## 概要

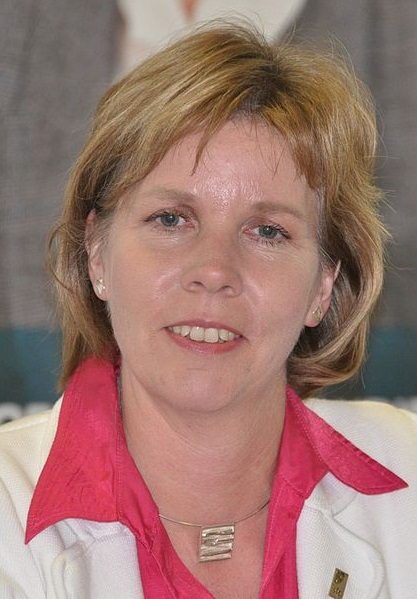
2016年からの党首 アンナ＝マヤ・ヘンリクソン

1906年に設立されたフィンランド最古の政党の1つである。フィンランドの全人口のうち約5.5％を占めるスウェーデン語話者を支持基盤としているため、国内のスウェーデン語話者の減少に伴い支持も漸減。1907年には議会選挙で12%の得票率を獲得したのを最高として、第二次世界大戦後には7%、2003年及び2007年の議会選挙では4.5％の得票率を得るに留まった（2003年に8名、2007年には9名の議員がそれぞれ当選）。
エドゥスクンタでは少数政党の1つとされるにも拘らず、ウルホ・ケッコネンが大統領に選出された1956年以来、社会民主党及び中央党などから成る第1次ラファエル・パーシオ政権（1966年 - 68年）を除き、全ての連立内閣に参画してきた。しかし、2015年に誕生したユハ・シピラ政権においては参画せず（中央党、真のフィンランド人、国民連合党の3党連立内閣）、約50年ぶりに野党となった。

## 政治的立場
スウェーデン語がフィンランドにおける公用語の片方（もう1つは当然のことながらフィンランド語）であることから、その保護と強化を主たる党是とする。党の支持者は、スウェーデン語が話される沿岸部の漁師や農民、環境保護に関心がある左派の中流知識人、リベラルな無党派層などである。